# Montailleur
Montailleur – miejscowość i gmina we Francji, w regionie Owernia-Rodan-Alpy, w departamencie Sabaudia.
Według danych na rok 1990 gminę zamieszkiwało 477 osób, a gęstość zaludnienia wynosiła 31 osób/km² (wśród 2880 gmin regionu Rodan-Alpy Montailleur plasuje się na 1165. miejscu pod względem liczby ludności, natomiast pod względem powierzchni na miejscu 747.). 
Przez gminę przepływa rzeka Isère. 